# Machines of desire
Machines of desire is een studioalbum van Peter Baumann. 
Het was het eerste album na 33 jaar relatieve stilte van de Duitse muzikant. Eind 2015 sloot hij zich weer voor even aan bij de muziekgroep Tangerine Dream (na hun in 1977 verlaten te hebben), maar dat leverde geen resultaat op. Baumann ging aan de slag in de Basement Studio in zijn woonplaats San Francisco en nam een album op met muziek uit allerlei subgenres binnen de elektronische muziek zoals de Berlijnse School voor elektronische muziek en "Industrial". Het album verscheen op het Duitse platenlabel Bureau B, gespecialiseerd in elektronische muziek en Krautrock. Peter Baumann vindt mensen "machines voortgedreven door verlangens".

## Musici
- Peter Baumann – synthesizers, elektronica

## Muziek
Alle muziek van Baumann, tracks 3 en 4 van Baumann en Matia Simovich 

| Nr. | Titel               | Duur |
| --- | ------------------- | ---- |
| 1.  | The blue dream      | 5:53 |
| 2.  | Searching in vain   | 5:37 |
| 3.  | Valley of the gods  | 4:13 |
| 4.  | Echoes of the cave  | 3:55 |
| 5.  | Ordinary wonder     | 6:00 |
| 6.  | Crossing the abyss  | 5:58 |
| 7.  | Dancing in the dark | 5:57 |
| 8.  | Dust to dust        | 6:24 |

## Baumann over album
Baumann wilde zijn opgedane kennis binnen filosofie en psychologie verwerken in muziek, nadat dat laatste enige jaren stil had gelegen (op zijn werk voor het eigen platenlabel na. Hij liep vast in de uitvoering, alhoewel hij inmiddels zijn eigen studio had en enige muziek. Hij nam daarop contact op met Edgar Froese met wie hij ooit samen in Tangerine Dream had gespeeld. Baumann en Froese zagen (aldus Baumann) een hernieuwde samenwerking wel zitten; die ging niet door omdat Froese kort na het gesprek overleed. Machines of desire werd een album met donkere elektronische muziek met soms een melodieus fragment.